# Fu Shanxiang
Dans ce nom chinois, le nom de famille, Fu, précède le nom personnel.
 (mars 2023).
Fu Shanxiang, née en 1833 et décédée en 1864 (Nom chinois: 傅善祥), est une universitaire chinoise de Nanjing qui devint Chancelière sous le royaume céleste de la Grande Paix, un état rebelle chinois opposé à la dynastie Qing dans le courant des années 1850. Fu est connu comme l'unique femme chancelière dans l'histoire chinoise,.